# Sénéchal van Frankrijk
De sénéchal van Frankrijk was als hoofd - seneschalk - van de koninklijke huishouding in de periode 1000 - 1191 in Frankrijk een van de belangrijkste grootofficieren van de Kroon .
De sénéchal van Frankrijk was tussen de 10e en 11e eeuw de belangrijkste grootofficier van de Franse kroon. De sénéchal, een verre opvolger van de functie van hofmeier, was oorspronkelijk het hoofd van de huishouding van de koning. Zijn bevoegdheden reikten al snel verder dan de huishoudelijke sfeer; de sénéchal werd de machtigste persoon in het koninkrijk na de koning zelf. In het bijzonder had hij de controle over de koninklijke legers.
Hij had de supervisie over de huishouding van de koning, en gaf opdracht tot de bevoorrading. Bij koninklijke plechtigheden liep hij met ontbloot zwaard vóór de koning. In tijden van oorlog leidde hij de troepen en regelde de uitgaven.
De buitensporige macht van de sénéchal leidde ertoe dat het ambt in 1191 door koning Filips II werd afgeschaft bij de dood van de laatste titularis, graaf Thibaut V van Blois. De bevoegdheden van de sénéchal van Frankrijk werden toen verdeeld tussen de Connétable en de verschillende kamerheren. Daarna erfde de Grootmeester van Frankrijk veel van zijn bevoegdheden.